# Too Much Blood
«Too Much Blood» —en español: «Demasiada sangre»— es una canción compuesta por Mick Jagger y Keith Richards para su banda The Rolling Stones, incluida en el álbum Undercover del año 1983.
Una versión dance de la canción fue lanzada como sencillo de 12'', acompañada de la versión original incluida en el álbum de lado B.

## Inspiración y grabación
Acreditada a Mick Jagger y Keith Richards, «Too Much Blood» es en gran medida una composición de Jagger. La canción es un reflejo de las muchas influencias que tendrían los Stones durante su carrera a mediados de 1980. 
Jagger dijo en el momento de su lanzamiento: "Solo estaban Charlie Watts, Bill Wyman y uno de nuestros roadies llamados Jim Barber, que toca la guitarra en la canción. Empecé tocando este riff que tenía, pero no tenía nada más y luego de repente empecé a rapear estas palabras que son las que escuchas". Jim Barber por su parte dijo "Mick me preguntó si podía hacer un 'Andy Summers' en la pista".
La canción aborda las representaciones crecientes de violencia en los medios de comunicación en el momento y el caso de Issei Sagawa, un estudiante japonés hijo de un acomodado empresario instalado en París que en 1981 asesino y devoto a Renée Hartevelt.

Un amigo mío japonés, tenía una novia en París. Intentó citarla, durante seis meses, y finalmente ella dijo: "sí". ¿Sabes?… se la llevó a su apartamento, le cortó la cabeza, puso el resto del cuerpo en la nevera y se la comió, pedazo a pedazo (…) Demasiada sangre.

¿Viste alguna vez "La masacre de texas"? Horrible, no era. ¿Sabes?, la gente me pregunta "¿es cierto que usted vive en Texas?, ¿es realmente cierto lo que hacen por allí, la gente?". Les digo, "Sí, cada vez que conduzco a través de la encrucijada me asusto, hay un tipo corriendo con una maldita motosierra".

La grabación tuvo lugar en los estudio Pathé Marconi de París y en Hit Factory de Nueva York entre noviembre y diciembre de 1982, con retoques finales en agosto de 1983. Con Jagger en voz, también interpreta guitarras eléctricas con Barber y Richards. El cuerno es proporcionado por Chop y la percusión por Sly Dunbar.

## Lanzamiento y legado
Una versión dance de «Too Much Blood», remezclada por Arthur Baker, fue lanzada como un sencillo de 12 pulgadas en diciembre de 1984. Un vídeo musical, dirigido por Julien Temple, fue producido mostrando a la banda interpretando la canción, así como a Richards y el guitarrista Ron Wood persiguiendo a Jagger con motosierras. El vídeo comienza con un fragmento del primer movimiento de cuerdas número 3 de Béla Bartók. 
«Too Much Blood» nunca ha sido interpretada en directo por los Stones y no ha sido incluida en álbumes recopilatorios de la banda.

## Personal
Acreditados:
- Mick Jagger: voz, guitarra eléctrica.
- Keith Richards: guitarra eléctrica.
- Bill Wyman: bajo.
- Charlie Watts: batería.
- Jim Barber: guitarra eléctrica.
- CHOPS: vientos.
- Sly Dunbar: percusión.